# Pedro Munitis
Pedro Munitis Álvarez (Santander, 19 giugno 1975) è un allenatore di calcio ed ex calciatore spagnolo, di ruolo attaccante.

## Carriera
Cresciuto nel Santoña Club de Fútbol, è uno dei calciatori-simbolo della squadra della sua città natale, il Racing Santander, dove ha concluso l'attività nel 2012. Ha avuto un trascorso nel Real Madrid e nella nazionale spagnola dove ha ben figurato agli Europei del 2000, realizzando una rete nella fase a gironi e, nei quarti di finale persi contro la Francia, la sua rapidità mise in crisi Lilian Thuram e, su fallo di quest’ultimo, si procurò il rigore che diede il momentaneo pareggio alla Spagna.
Uscito dal Real Madrid nell'estate del 2002, terminò anche la sua carriera in Nazionale.

## Palmarès

### Competizioni nazionali
- Campionato spagnolo: 1

Real Madrid: 2000-2001
- Supercoppa di Spagna: 1

Real Madrid: 2001

### Competizioni internazionali
- UEFA Champions League: 1

Real Madrid: 2001-2002